# Browallia
Genre
Classification APG III (2009)
Browallia est un genre de plantes de la famille des Solanaceae.

## Liste d'espèces
Selon NCBI (15 févr. 2012) :
- Browallia americana
- Browallia eludens
- Browallia speciosa